# Orellana de la Sierra
Orellana de la Sierra (extremadurai nyelven Orellanita) település Spanyolországban, Badajoz tartományban. Orellana de la Sierra Navalvillar de Pela, Esparragosa de Lares, Campanario és Orellana la Vieja községekkel határos. Lakosainak száma 261 fő (2024).

## Népesség
A település népessége az utóbbi években az alábbiak szerint változott:
| Lakosok száma | 360  | 313  | 315  | 311  | 285  | 258  | 243  | 228  | 255  | 261  |
|               | 2001 | 2004 | 2006 | 2009 | 2011 | 2014 | 2016 | 2019 | 2021 | 2024 |